# 布朗特县 (亚拉巴马州)
布朗特县（英語：Blount County）是位于美国亚拉巴马州中北部的一个县，县治奥尼昂特。根据美国人口调查局2000年统计，共有人口51,024，其中白人占95.08%、非裔美国人占1.19%。